# Muzeum bratří Čapků
Muzeum bratří Čapků v Malých Svatoňovicích, dříve Památník bratří Čapků, je muzeum v obci Malé Svatoňovice věnované bratrům Josefovi a Karlu Čapkovým. Muzeum se nachází na náměstí Karla Čapka v rodném domě Karla Čapka č.p. 147. Muzeum tvoří jednotlivé expozice věnované každému z bratrů. Jedná se o expozici Josefa Čapka a o expozici Karla Čapka.

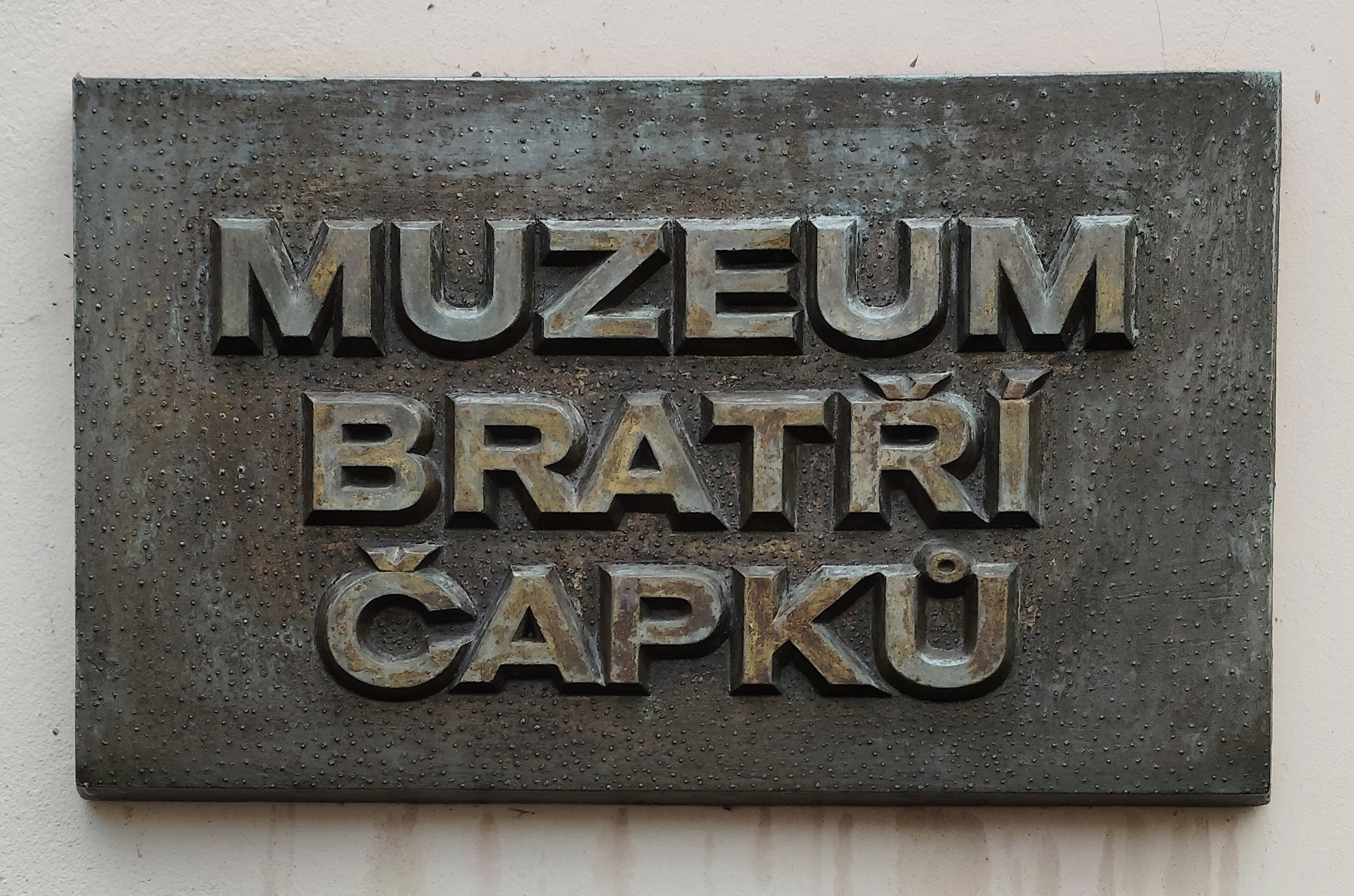
Plaketa muzea bratří Čapků

## Historie
Muzeum bratří Čapků (původně Památník bratří Čapků) vznikl v roce 1946 v Malých Svatoňovicích díky Společnosti bratří Čapků, která později věnovala část své sbírky nově vznikajícímu památníku. Může se zde hovořit o jednom z prvních samostatných literárních památníků na našem území. Díky místnímu obyvatelstvu se památník usídlil v bývalém bytě rodiny Čapkových. Po dlouhá léta památník shromažďoval artefakty jako novinové výstřižky, knihy, fotografie, obrázky, kresby nebo také rukopisy. Podařilo se získat mnoho předmětů s Čapkovskou tematikou. Vznikla tak poměrně rozsáhlá sbírka. Již od počátku měl památník dvě expozice stejně jako má dnešní muzeum. Dne 15. srpna 1959 se muzeum stalo majetkem obce z důvodu pozastavení činnosti Společnosti bratří Čapků. První reinstalace kvůli které bylo muzeum uzavřeno na téměř dva roky započala v říjnu roku 1960. Nová expozice byla slavnostně otevřena 13. května 1962. Expozice Josefa Čapka byla doplněna o jeho protifašistickou tvorbu.
O postavení sousoší bratří Čapků na svatoňovickém náměstí se zasloužil správce muzea, Josef Kašpar. Povolení k veřejné sbírce vydalo ministerstvo školství a kultury 26. září 1966. Pro realizaci sousoší byl osloven akademický sochař Josef Malejovský. Slavnostní odhalení proběhlo 29. června 1969. Součástí slavnosti byla i výstava Zahradníkův rok. 

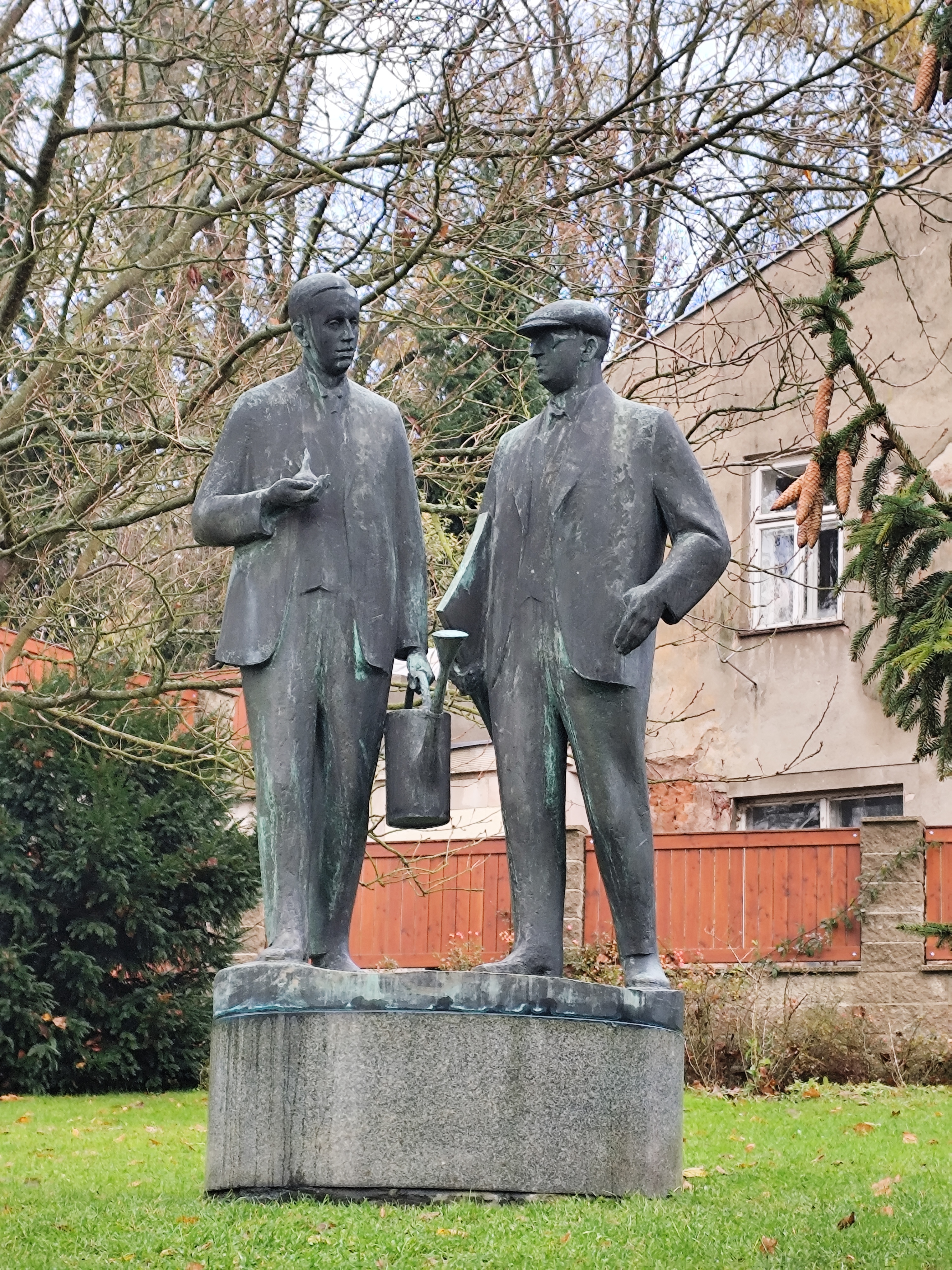
Sousoší bratří Čapků na náměstí Karla Čapka

V roce 1972 začalo rozšiřování muzea do prostorů obecního domu. Slavnostní otevření nově rozšířeného muzea proběhlo 24. června 1978. Expozice Karla Čapka byla doplněna o osobní korespondenci, autorův soukromý život nebo o informace o publikační činnosti. Druhá expozice Josefa Čapka byla obohacena o autorovy olejomalby, kresby a o přehled literární tvorby. 

## Expozice

### Expozice Karla Čapka
V prvním patře domu, v někdejším služebním bytě jeho otce MUDr. Antonína Čapka, se nachází první expozice věnovaná Karlu Čapkovi. Jelikož se jedná o byt ve kterém se Karel Čapek narodil, expozice se zpočátku věnuje dětství Karla, Josefa a Heleny Čapkových. Expozice přibližuje návštěvníkům život celé rodiny, pobývání v Malých Svatoňovicích či v Úpici. Na toto téma navazují Čapkova studia v Hradci Králové, v Brně a v Praze. Součástí expozice jsou také fotografie z dob kdy Karel Čapek působil u hraběte Lažanského. Zde je zmíněna i literární činnost za dob první světové války.
Další část expozice se soustřeďuje na Čapkovu literární tvorbu let dvacátých, přesněji utopistické tvorbě. Návštěvníků jsou zde představena díla z dob Čapkova zájmu o techniku a technickým objevům té doby. Z období let třicátých jsou zde prezentována antifašistická dramata Matka, Bílá nemoc, První parta či Válka s mloky. Tato část expozice se uzavírá smrtí Karla Čapka 25. prosince 1938.

### Expozice Josefa Čapka

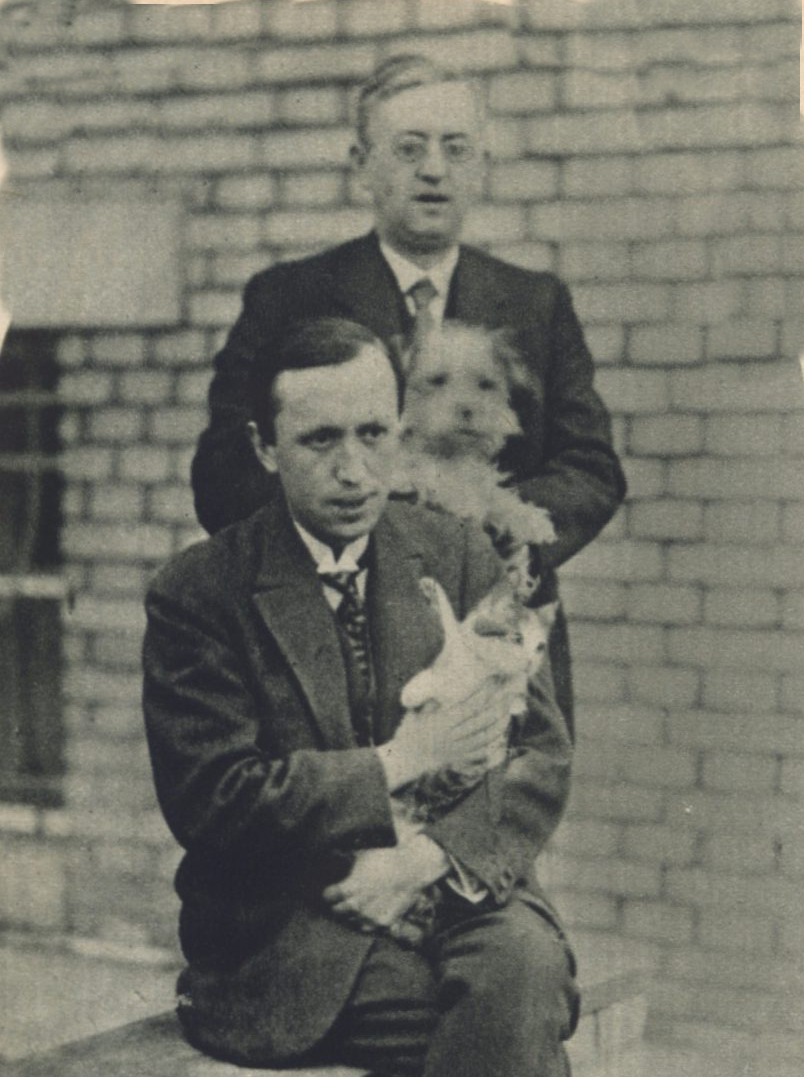
Bratři Čapkovi 1927

Expozice Josefa Čapka se nachází v druhém patře, v poschodí do tohoto patra je vyvěšen soubor volné grafiky z let 1914–1919. Hlavní prostor je pojat formou galerie. Zde je vystaveno 20 olejomaleb. Jedná se o průřez Čapkovou tvorbou. Galerii uzavírá několik obrazových cyklů nazývaných Oheň a Touha. Tyto obrazy nejsou pojmenovány samotným malířem. Vznikly jako protest, žal, varování či jako bojová výzva k tématu Mnichovské zrady, či antifašistické témata.Expozice je rozdělena do částí s názvy: Dětství, Být dělníkem, Být umělcem, S avantgardou, Válka, Léta tvůrčí šíře, Josef Čapek - velké dítě, Doba zralosti a pozdní dílo, Až na dně života. V těchto částech je Josef Čapek představen jako umělec literární a výtvarný. Expozici uzavírají dokumenty z dob Čapkova věznění v koncentračních táborech a pietní ukázky z Čapkovy poslední tvorby zachráněné spoluvězni.

## Návštěvnost
| Rok  | Návštěvnost muzea | Návštěvnost turistického informačního centra, výstav, vernisáží a přednášek |
| ---- | ----------------- | --------------------------------------------------------------------------- |
| 2018 | 3 789             | 6 120                                                                       |
| 2019 | 3 497             | 6 744                                                                       |
| 2020 | 1 887             | 6705                                                                        |
| 2021 | 2 399             | 6 478                                                                       |
| 2022 | 2 729             | 7 483                                                                       |
| 2023 | 2 286             | 7 697                                                                       |
| 2024 | 2 398             | 7 761                                                                       |